# Der eiserne Rat
Der eiserne Rat (engl. Titel: Iron Council) ist ein Science-Fiction-Roman des britischen Autors China Tom Miéville. Es ist sein vierter Roman und der dritte, der in der Welt von Bas-Lag spielt. Die beiden Vorgänger sind Perdido Street Station aus dem Jahr 2000 und The Scar aus 2002, mit denen Der eiserne Rat den Steampunkcharakter teilt. Dazu zitiert Der eiserne Rat noch vielfältige Elemente des klassischen Western.
Der eiserne Rat erschien erstmals 2004 bei Macmillan, London. 2005 erfolgte die deutsche Erstausgabe bei Bastei Lübbe, Köln. Übersetzt wurde der Text von Eva Bauche-Eppers.

## Themen
Der eiserne Rat ist das vielleicht politischste Buch, das China Miéville bis 2004 veröffentlicht hat. Es ist durchdrungen von den Ideen der Globalisierungskritiker und greift vehement Imperialismus, Ständestaat, Terrorismus, Rassenhass, Ausbeutung, Schwulenfeindlichkeit und Kriegstreiberei an.
Interessant sind auch die Bezüge, die Miéville zur jüdischen Erzähltradition herstellt. Einer seiner Protagonisten, Judah Low (sic) ist ein machtvoller Golemist. Er erinnert in seiner getriebenen Rastlosigkeit an den Mythos vom ewigen Juden, ohne dabei jedoch irgendwelche antisemitischen Vorurteile zu bedienen.
Die präzise, detailverliebte Schilderung des transkontinentalen Eisenbahnbaus ist nicht nur für Trainspotter und Westernfans eine echte Bereicherung.

## Handlungsrahmen
Der eiserne Rat folgt drei zentralen Erzählsträngen, die sich im Laufe der Handlung zum finalen Höhepunkt verdichten. Während Miéville ständig zwischen den verschiedenen Erzählperspektiven wechselt, wird diese Zusammenfassung die Geschichten der einzelnen Protagonisten linear verfolgen und ihre Verbindungen erst gegen Ende klären.
Der Roman spielt in und um New Crobuzon, einem entfernt an das London des 18. Jahrhunderts erinnernden Stadtstaat. „Um“ schließt in diesem Fall die Outbacks bis zu einem Radius von mehreren 1000 Meilen ein; die Regionen also, in denen der legendäre Eiserne Rat sein temporäres Zuhause hat.
Seit geraumer Zeit führt New Crobuzon Krieg gegen Tesh, um bestimmte Schifffahrtsrouten zu sichern, die für den Seehandel und zur Versorgung der neuen Kolonien unentbehrlich scheinen. Noch vor Kriegsbeginn versuchte der mächtige TRT (Transcontinental Railroad Trust) eine Eisenbahnverbindung quer über den Kontinent zu bauen, scheiterte aber mit diesem Vorhaben, was u. a. den derzeitigen Krieg herbeigeführt hatte. Vor diesem Hintergrund erzählt der Roman die Schicksale seiner drei wichtigsten Protagonisten – Judah Low, Cutter und Ori.
Judahs Geschichte beginnt etwa 20 Jahre vor der aktuellen Romanhandlung. Judah hatte sich als Landvermesser für die geplante transkontinentale Bahnlinie verdingt. Im Zuge seiner Arbeiten kommt er in Kontakt mit einem Stamm der Stiltspear, einer im Sumpf beheimateten Spezies, die insofern unbeschreiblich ist, als sie ihr Aussehen je nach Bedarf radikal verändern kann. Die Stiltspear beherrschen zudem einen machtvollen Golemzauber, also die Fähigkeit, lebendige Kreaturen aus unbelebter Materie zu beschwören. Judah lebt eine Zeitlang mit diesem Stamm, dokumentiert ihre Lebensweise und lernt von ihnen die Grundlagen der Golemmagie. Seine eindringliche Warnung vor der anrückenden Eisenbahnbaustelle wird von den Stiltspear ignoriert, so dass Judah nichts anderes übrig bleibt, als zur TRT zurückzugehen und mitzuerleben, wie die Trassenbaustelle den Lebensraum der Stiltspear rücksichtslos vernichtet.
Einige Zeit später, Judah hat sich inzwischen als Schienenleger verdingt, bricht unter Führung der Prostituierten Ann-Hari und eines Remade namens Uzman ein Aufstand unter den miserabel bezahlten Bahnarbeitern aus. Judah unterstützt sie mit seiner Golemmagie. Es gelingt, die Aufseher samt der Miliz zu verjagen und den Versorgungszug zu übernehmen. Sie verwandeln ihn in eine fahrende Stadt, in der alle Bewohner gleichberechtigt zusammenleben. Das ist die Geburtsstunde des Eisernen Rates. Anfangs werden sie noch von schwer bewaffneten Milizen aus New Crobuzon verfolgt, die den Zug zurückerobern und damit den Mythos der gelungenen Rebellion vernichten wollen. Sie werden besiegt.
Indem die Schienen hinter dem Zug herausgerissen und vorne wieder verlegt werden, bewegt sich der Eiserne Rat hinaus in die verlassenen Weiten weit jenseits des Einflusses von New Crobuzon. Judah allerdings kehrt in die Stadt zurück und widmet sich dort sehr ernsthaft thaumaturgischen Studien zur Golemmagie. Inzwischen hat sich die Legende des Eisernen Rates längst in der Stadt verbreitet. Kriegsmüdigkeit und zunehmende Terrorattacken durch die Tesh führen zu Aufständen. Zwanzig Jahre später, zur Jetztzeit des Romans, kehrt Judah zum Eisernen Rat zurück. Er hat erfahren, dass Uzman tot ist und New Crobuzon eine neue, spezialisierte Milizeinheit ausgesandt hat, um den „ewigen Zug“ zu vernichten. Er ist entschlossen, ihn mit seiner Golemmagie zu schützen.
Cutter, den der Leser zu Beginn des Romans kennenlernt, ist ein Freund, Schüler und Geliebter von Judah Low, während dessen Zeit in New Crobuzon. Nachdem Cutter gehört hat, dass sich Judah auf die Suche nach dem Eisernen Rat begeben hat, reist er ihm mit einer Gruppe seiner Schüler nach. Die gefahrvolle Reise kostet zwei Schülern das Leben, doch letztlich schließen sie zu Judah auf und suchen mit ihm gemeinsam nach dem Eisernen Rat. Mit Hilfe des Mönchs Qurabin, einem Zönobiten und Adept des Augenblicks der verlorenen Dinge, den sie unterwegs treffen, bringen sie ihre Suche erfolgreich zu Ende.
Nachdem Judah, Cutter und der Rest der Truppe dem Eisernen Rat die Warnung vor den anrückenden Milizen überbracht haben, entschließt sich der Rat nicht länger zu fliehen, sondern nach New Crobuzon zurückzukehren. Er hofft bei den dort aufgeflammten Aufständen das entscheidende Zünglein an der Waage zu sein, das den endgültigen Sieg der Aufständischen herbeiführen könnte. Judah und Cutter begleiten eine Zeit lang den langwierigen Rückweg, kehren dann aber nach New Crobuzon zurück, um die Ankunft des Eisernen Rates anzukündigen und vorzubereiten. Zurück in der Stadt müssen sie feststellen, dass die Aufstände niedergeschlagen wurden und die Miliz mit einem großen Aufgebot den „ewigen Zug“ erwartet. Judah schickt Cutter zurück zum Rat, um ihn von einer Rückkehr abzuhalten. Cutters Warnungen finden kein Gehör. Der dramatische Höhepunkt des Romans rückt näher. Beim Überschreiten der Stadtgrenze, kurz bevor die Miliz zuschlagen kann, erwacht der Zeitgolem, den Judah beschworen hat, und entfernt den kompletten Zug des Eisernen Rates aus der Jetztzeit. Eingefroren in der Zeit, als eine Art öffentliche Skulptur und Mahnmal, verharrt Der Eiserne Rat, bis der Golem seine Kraft verlieren wird. Wegen dieses selbstherrlichen Aktes wird Judah von Ann Hari erschossen. Cutter kehrt in den Untergrund von New Crobuzon zurück und gibt erneut die Widerstandsgazette Lauffeuer heraus.
Überwiegend simultan mit den bisherigen Ereignissen verläuft das Schicksal von Ori, einem jungen, unzufriedenen Revolutionär, der genug hat von ewigen Diskussionen in den Zirkeln der Lauffeuer-Komitees. Geführt von Spiral Jacobs, einem alten, halb verrückten Obdachlosen, kommt Ori in Kontakt mit der militanten Bande von Toro. Mittels Raub, Überfällen und Mord verschaffen sie sich das Geld, um ihr größtes Projekt, die Ermordung der Bürgermeisterin Stem-Fulcher, finanzieren zu können. Der Coup gelingt, aber es stellt sich heraus, dass diese Tat letztlich ein privater Racheakt des Anführers Toro war. Ori, verwirrt und desorientiert, flieht zu den Aufständischen, die inzwischen unter dem Namen Das Kollektiv große Teile der Stadt kontrollieren. Nach etlichen Wochen erbitterten Widerstands wird das Kollektiv zerschlagen. Zu dieser Zeit kehren auch Judah und Cutter in die Stadt zurück. Gemeinsam mit Ori (das ist die einzige gemeinsame Aktion der drei Protagonisten) bringen sie Spiral Jacobs zur Strecke, der sich als mächtiger Magier aus Tesh entpuppt. Er versucht den Phasma Urbomach herbeizurufen, den Stadtschlächter, der in der Lage ist New Crobuzon völlig zu vernichten. Unterstützt von Qurabin, dem Mönch des verlorenen Augenblicks, gelingt es, den Tesh-Magier unschädlich zu machen, aber Ori stirbt bei dieser Aktion.

## Relevante Spezies
- Stiltspear, halbaquatische Sumpfbewohner, sind sprichwörtlich unbeschreiblich, weil sie ihr Aussehen fast beliebig verändern können, beherrschen eine machtvolle Golemmagie, werden durch die transkontinentale Eisenbahn vertrieben und ausgerottet.

- Remade, verurteilte Verbrecher aus New Crobuzon, deren Fleisch von Wissenschaft und Thaumaturgie zu neuer Gestalt geformt wurde, als Strafe für irgendein Vergehen.

- Khepri, insektoides Schwarmvolk, verständigen sich mittels Pheromonen und Zeichensprache, schaffen mittels ihrer Drüsen kollektive Kunstwerke aus Khepri-Spei, leben überwiegend im Stadtteil Kinken.

- Kaktusleute, vegetabile, kaktusähnliche Zweibeiner, nach dem Kaktusgesetz in Stämmen organisiert, leben sie überwiegend im sogenannten Glashaus, – einer gigantischen Glaskuppel im Stadtteil Riverskin oder in den Slums darum herum. Sie werden überwiegend bei schweren Arbeiten oder als Soldaten beschäftigt.

- Vodyanoi, aquatisches, panhumanoides Meeresvolk, verfügt über eine spezielle Wasserthaumaturgie, um Flüssigkeiten zeitweise zu verfestigen und zu formen, arbeiten überwiegend im Hafen und bei den Schleusen.

- Wyrmen, ca. 40 Kilo schwere, menschenähnliche, fassleibige aber flugfähige Luftwesen. Ihre Intelligenz liegt etwas oberhalb der von Affen, was sie befähigt gegen Entgelt kleinere Besorgungen zu tätigen, ernähren sich überwiegend von den Abfällen der Stadtbewohner, leben und sterben auf den Dächern New Crobuzons.

## Handlungstragende Charaktere
- Judah Low, Landvermesser, Schienenverleger, Golembeschwörer, überantwortet im finalen Countdown den Eisernen Rat einem mächtigen Zeitgolem und verhindert so das Massaker, das die Miliz für den Rat geplant hatte.
- Cutter, Schüler, Freund und Geliebter von Judah Low.
- Ori, junger Revolutionär aus New Crobuzon, hilft bei der Ermordung der Bürgermeisterin, ist mit Spiral Jacobs befreundet.
- Ann-Hari, Geliebte von Judah Low, Prostituierte während des Eisenbahnbaus, Anführerin der Bauarbeiterrevolte, Sprecherin des Eisernen Rats, erschießt Judah wegen seiner eigenmächtigen Entscheidung.
- Uzman, Remade, Freund von Judah Low, Anführer der Bauarbeiterrevolte, Oberster Sprecher des Eisernen Rates.
- Spiral Jacobs, ein alter, obdachloser Streuner, der alles Mögliche mit filigranen Spiralen bemalt, Freund von Ori, in Wirklichkeit ein mächtiger Magier aus Tesh, der mit Hilfe der Spiralen versucht einen städtevernichtenden Dämon zu beschwören. Wird schließlich von Qurabin neutralisiert.
- Qurabin, Adept einer archaischen Tesh-Religion, Mönch des Ordens der verlorenen Augenblicke, enthüllt Verborgenes, verliert bei jeder Enthüllung einen Teil seiner persönlichen Erinnerung.

## Auszeichnungen
2005 gewann Der eiserne Rat den Clarke und den Locus Award. Im gleichen Jahr wurde der Roman für den Hugo und den World Fantasy Award nominiert. 2006 wurde das Buch mit dem Kurd-Laßwitz-Preis ausgezeichnet.